# Morris Ten
Der Morris Ten war ein Fahrzeug der unteren Mittelklasse, das Morris 1933 als Ableitung vom Morris Eight herausbrachte.

## 10/4 Series I
Der Morris 10/4 besaß einen seitengesteuerten 4-Zylinder-Reihenmotor mit 1292 cm³ Hubraum, und alle vier Räder waren an Halbelliptikfedern aufgehängt. Die Fahrzeuge waren als zwei- oder viertürige Limousinen oder zweitüriges Cabriolet (Special Coupe) erhältlich. Ihre Höchstgeschwindigkeit betrug 98 km/h.

## 10/6
Kurzlebiger war der Morris 10/6, dessen seitengesteuerter 6-Zylinder-Reihenmotor mit 1378 cm³ Hubraum das Fahrzeug bis auf 96 km/h beschleunigte. Die viertürige Limousine mit etwas modernerer Karosserielinie als das Modell 10/4 wurde nur 1934 und 1935 hergestellt. Große Händler wie Stewart & Ardern in London boten eigenständige Karosserien für den 10/6 an; sie wurden unter anderem bei Cunard gefertigt.

## 10/4 Series II
Bereits 1936 wurde das Modell durch den Morris 10/4 Series II ersetzt. Dieser hatte einen neuen OHV-Motor mit dem gleichen Hubraum, der dem Fahrzeug eine Höchstgeschwindigkeit von 104 km/h verlieh. 1938 wurde das Modell eingestellt.

## Ten Series M
1939 wurde der Morris Ten Series M wiederum als größere Version des Morris Eight Series E eingeführt. Die Limousine hatte nun einen 4-Zylinder-OHV-Reihenmotor mit 1140 cm³, der eine Leistung von 37,2 bhp (27,4 kW) entwickelte. Die Höchstgeschwindigkeit lag bei 101 km/h. Wie der Typ 8 wurde auch der Typ 10 1948 endgültig durch den Morris Minor MM abgelöst.